# وسلی شولتز
وسلی کیتی شولتز (زاده December 30, 1982) هنرمند گیتاریست و خواننده پیشگام گروه فولک راک لومینرس است.